# Гней Манлий Вулзон (консул 189 пр.н.е.)
Вижте пояснителната страница за други личности с името Гней Манлий Вулзон.
Гней Манлий Вулзон (на латински: Gnaeus Manlius Vulso) e политик на Римската република през 2 век пр.н.е.

## Биография
Той е патриций от клон Вулзон на фамилията Манлии. Баща му умира млад. Той е брат на Луций Манлий Вулзон (претор 197 пр.н.е.) и Авъл Манлий Вулзон (консул 178 пр.н.е.). Внук е на Луций Манлий Вулзон Лонг (консул 256 и 250 пр.н.е.).
През 197 пр.н.е. Вулзон става едил и 195 пр.н.е. като претор e управител на Сицилия. През 192 и 191 не успява да стане консул. През 189 пр.н.е. Манлий е избран за консул заедно с Марк Фулвий Нобилиор и получава главнокомандването в Мала Азия, където се бие успешно против галатите. Следващата година той остава проконсул и се грижи за новия ред в Азия след мира с Антиох III. През 187 пр.н.е. се връща в Рим и след начална съпротива на Сената получава триумф. Той не успява през 184 пр.н.е. да бъде избран за цензор.